# Партия труда (Польша)
Па́ртия труда́ (пол. Stronnictwo Pracy, SP) — партия польских христианских демократов. Существовала в Польше с 1937 до 1950 года (и позднее в эмиграции).

## История
Партия была создана противниками «санации». Она возникла 10 октября 1937 путём объединения Национальной рабочей партии, части Польской партии христианской демократии (без львовской фракции, которая поддержала «санационный» режим, и без раскольнической Христианско-народной партии), Союза Халлерчиков и групп деятелей других правых партий.
Во время Второй мировой войны и немецкой оккупации партия работала в подполье. В 1943 году от партии откололась фракция «Зрыв» («Восстание»), которая затем, после объединения с группой родноверов и национальной организации «Задруга», действовала в подполье под названием «Партия национального восстания» (Stronnictwo Zrywu Narodowego) и сотрудничала с коммунистической ППР. Окончательно Партия национального восстания вновь объединилась с Партией труда в 1945. Затем объединённая Партия труда поддержала создание коалиционного правительства Польши, контролируемого коммунистами. Министром информации и пропаганды в этом правительстве с 6 сентября 1946 до 11 февраля 1947 года был представитель Партии труда Феликс Виды-Вирский, соучредитель Партии национального восстания. В 1950 году Партия труда самораспустилась, рекомендовав своим членам вступить в Демократическую партию, сотрудничавшую с правящей ПОРП.
Партия труда действовала также в эмиграции с начала войны в 1939 г. Несмотря на роспуск партии, небольшая группа политиков в эмиграции по-прежнему именовала себя Партия труда. В 1955 г. один из них, Хугон Ханке, стал премьер-министром «правительства Польши в изгнании», но через два месяца он вернулся в Польшу.